# 追浜海軍航空隊

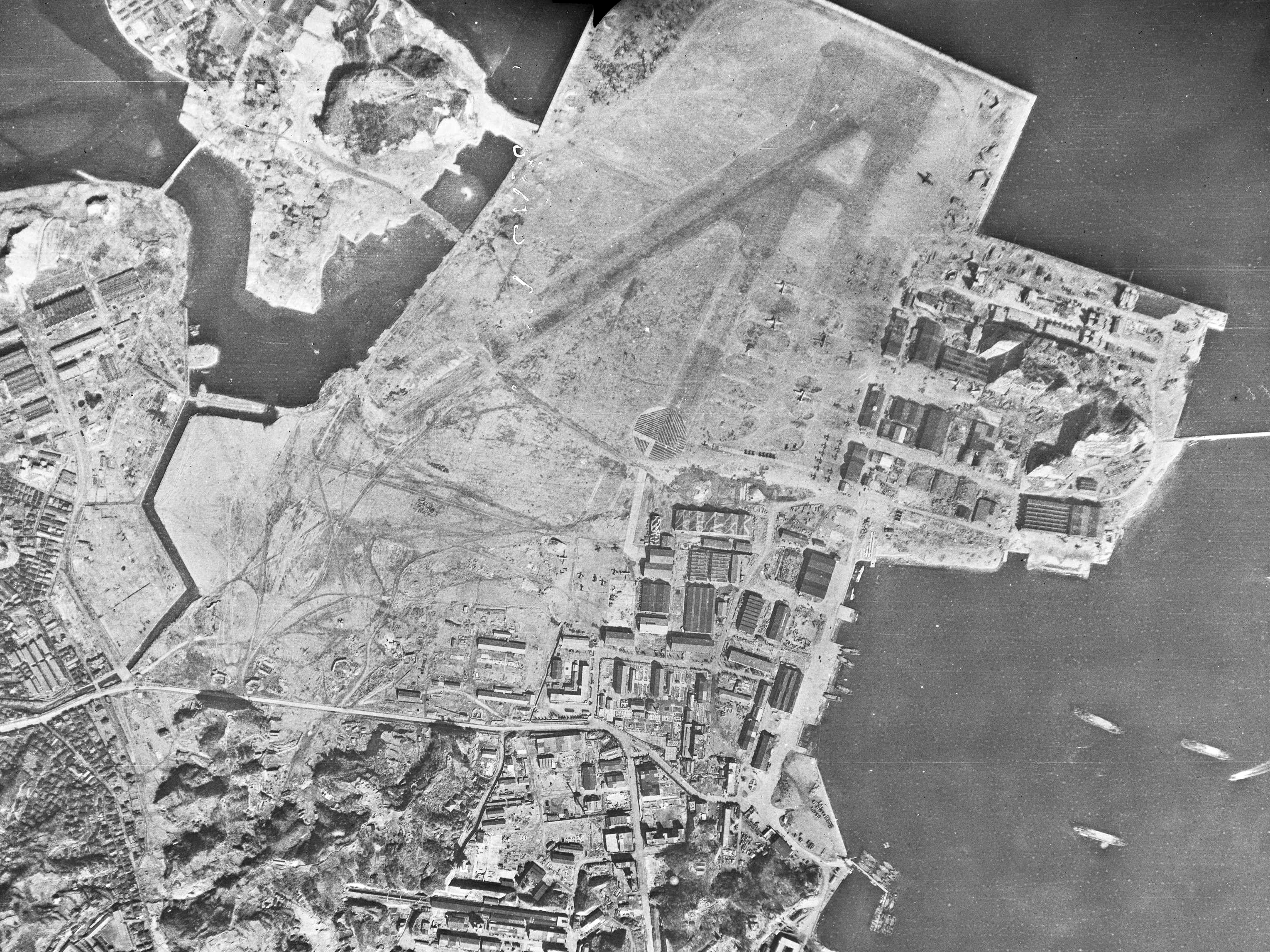
追浜飛行場（横須賀第一飛行場）の空中写真（1946年）

追浜海軍航空隊（おっぱまかいぐんこうくうたい）は、日本海軍の部隊・教育機関の一つ。太平洋戦争開戦に向けての出師準備の一環として、急増すると予想される整備要員の大量養成を図るために横須賀海軍航空隊から分離設置した。もっぱら機体整備を指導する士官の養成に振り向けられ、相模野・知多にも分遣隊を置いた。本稿では、追浜空と同時に整備兵・下士官養成のために開かれた「相模野海軍航空隊」、追浜空の分遣隊を前身とする「第二相模野海軍航空隊」についても述べる。

## 追浜海軍航空隊
整備術士官を養成する「整備科航空予備学生」は1938年（昭和13年）に第一次の募集が始まり、以来、横須賀海軍航空隊で教育・訓練を担っていた。整備科航空予備学生の教育は、横空の主要施設である追浜飛行場で実施した。太平洋戦争の開戦にともない、横空は本州東方・小笠原諸島の遠距離哨戒任務に就くことになったため、教育任務に振り向ける要員が不足することになった。そこで、整備科航空予備学生教育は独立した追浜空と洲ノ埼海軍航空隊に分散させることにした。その際、追浜空は機体整備、洲ノ埼空は兵器整備に分離した。と同時に、整備兵・下士官から募集された整備訓練生を養成するため、厚木飛行場に相模野海軍航空隊を設置した。
なお、横須賀海軍航空隊の愛称としても「追浜海軍航空隊」の名称が使われているが、これは主要施設の追浜飛行場にちなむもので、建制上の追浜空とは区別を要する。
- 1942年（昭和17年）

11月1日 - 横須賀海軍航空隊より分離して開設、同日付で海軍練習航空隊に指定される。横空より整備学生5期生を移管。相模野空と第十八連合航空隊を編成。
- 1943年（昭和18年）

1月 - 整備学生5期94名卒業。
4月1日 - 愛知県知多郡美浜町に知多分遣隊設置。
9月30日 - 整備学生7期約900名入隊。
12月1日 - 知多分遣隊独立、「河和海軍航空隊」開隊。
- 1944年（昭和19年）

12月20日 - 解隊。整備学生教育は第二相模野空に移管。

### 主力機種
訓練用教材として各種機材が用いられ、飛行訓練・実戦に使用できる機体は保有していない。

### 歴代司令
- 時任茂樹（昭和17年11月1日-）
- 田中実（昭和18年4月20日-）
- 野口六郎（昭和19年3月25日-）
- 不詳（昭和19年9月20日-昭和19年12月20日解隊）

## 相模野海軍航空隊
厚木飛行場西方に整備教育施設を構築した。追浜空と同時に開かれたが、こちらは現場で活躍する整備員を養成する普通科練習生の教育に従事した。太平洋戦争後半には、予科練整備科向けの整備訓練航空隊が多数開隊したが、相模野空では予科練生は受け入れず、全国の航空隊で活躍していた現職整備兵のスキルアップに専念した。
- 1942年（昭和17年）11月1日 - 厚木飛行場で開隊。追浜空と第十八連合航空隊を編成。翌年以降、練習生養成に従事。

終戦後武装解除・解隊

### 主力機種
訓練用教材として各種機材が用いられ、飛行訓練・実戦に使用できる機体は保有していない。

### 歴代司令
- 田中実（昭和17年11月1日-）
- 勝俣静三（昭和18年4月20日-）第二相模野空司令兼任
- 山崎義（昭和19年5月1日-）
- 鈴山貞（昭和20年4月-）[要出典]
- 篠崎磯次（昭和20年7月-終戦後解隊）[要出典]第二相模野空司令兼任

## 第二相模野海軍航空隊
追浜空の増員に速やかに対応すべく、厚木飛行場西方の相模野航空隊の南に増設した。追浜空が解隊した後は、高等科が移管された。
- 1943年（昭和18年）

10月1日 - 厚木飛行場に開隊。第十八連合航空隊に編入。整備学生8期の一部入隊。
- 1944年（昭和19年）

10月1日 - 整備学生9期600名入隊。
12月20日 - 追浜空解隊に伴い、整備科予備学生教育を移管。
- 1945年（昭和20年）

2月26日 - 整備学生10期339名入隊。
3月1日 - 第十八連合航空隊解隊、第二十連合航空隊に編入。
6月1日 - 整備学生9期卒業。
終戦後武装解除・解隊

### 主力機種
訓練用教材として各種機材が用いられ、飛行訓練・実戦に使用できる機体は保有していない。

### 歴代司令
- 勝俣静三（昭和18年10月1日-）相模野空司令兼任
- 竹内雄二（昭和19年3月25日-）
- 篠崎磯次（昭和20年8月-終戦後解隊）相模野空司令兼任